# FC Voran Ohe
Der FC Voran Ohe (offiziell: Fußball-Club Voran Ohe von 1949 e. V.) ist ein Sportverein aus dem Stadtteil Ohe der Stadt Reinbek im Kreis Stormarn in Schleswig-Holstein. Der Verein besitzt unter anderem Sparten für Fußball, Basketball, Volleyball, Leichtathletik, Tennis, Tischtennis und Schwimmen.

## Fußballabteilung
Im Fußballbereich gehört der Verein zum Hamburger Fußball-Verband und nimmt an dessen Spielbetrieb teil. Der Herren-Fußballmannschaft des Vereins gelang erstmals 1967 der Aufstieg in die höchste Hamburger Amateurklasse, die damals Landesliga hieß. Nach dem sofortigen Wiederabstieg spielte der Verein von 1968 bis 1976 in der Hamburger Verbandsliga, der damals zweithöchsten Amateurklasse. Die Zeit seit 1976 verbrachte der Verein in tieferen Hamburger Spielklassen, bis 2005 der Aufstieg in die nunmehr Landesliga genannte zweithöchste Amateurklasse gelang. 2007 stieg der Verein in die Hamburg-Liga auf und gehörte ihr für zwei Spielzeiten an. Nach der Saison 2008/09 folgte der Abstieg in die Landesliga und 2011 der Abstieg in die Bezirksliga. Seit 2014 spielt der Verein wieder in der Hamburger Landesliga.

## Tischtennisabteilung
Im Verein besteht auch eine Tischtennis-Abteilung, die am Spielbetrieb in Hamburg teilnimmt. Die Herren, die in den 1980er und 1990er Jahren in der Landesliga spielten, sind derzeit nur noch auf Kreisliganiveau aktiv. Hingegen spielen die Damen seit einigen Jahren in der Verbandsoberliga Nord. In der Spielzeit 2021/22 nimmt der Klub mit zwei Damen-, einer Herren und zwei Jungen-Mannschaften am Spielbetrieb teil. Die Mannschaften tragen ihre Heimspiele in der Gertrud-Lege-Schule im Reinbeker Stadtteil Neuschönningstedt aus.